# Langewiese
Langewiese (mundartlich Laangewesse) ist ein Ortsteil von Winterberg im Hochsauerlandkreis, Nordrhein-Westfalen, Deutschland. Mit rund 370 Einwohnern ist Langewiese das einwohnerreichste „Höhendorf“ der Stadt.

## Geographische Lage
Langewiese liegt auf dem Hauptkamm des Rothaargebirges, über den die Rhein-Weser-Wasserscheide verläuft, etwas südwestlich des Kahlen Astens. Es befindet sich etwa 6,7 km (Luftlinie) südwestlich der Winterberger Innenstadt zwischen den Oberläufen der nahe dem Astengipfel entspringenden Lenne (Nordwesten) und der dem Südosthang des Bergs entfließenden Odeborn (Südosten) auf etwa 680 bis 723 m ü. NN. Die benachbarten „Höhendörfer“ sind Neuastenberg im Nordosten und Hoheleye im Südwesten.
Durch Langewiese führt, von Hoheleye kommend, in Richtung Neuastenberg und Winterberg ein gemeinsamer Abschnitt der Bundesstraßen 236 und 480, der abschnittsweise Teil der Ferienstraße Hochsauerland-Höhenstraße ist. Das Dorf ist zum Großteil vom Landschaftsschutzgebiet Grünlandhänge und -plateaus um Altastenberg / Neuastenberg / Langewiese / Hoheleye / Mollseifen umgeben.

## Geschichte
Die Geschichte des Dorfes reicht zurück ins 18. Jahrhundert und ist eng mit der Geschichte Winterbergs und Bad Berleburgs verknüpft. So liegt Langewiese genau auf der Grenze des ehemaligen katholischen Erzbistums Köln und des protestantischen Wittgenstein, somit ist dort bis heute das oberhessische Wittgensteiner Platt beheimatet. Bis zum 1. Januar 1975 gehörte Langewiese zum Amt Berleburg im Kreis Wittgenstein und wurde mit dem Sauerland-Paderborn-Gesetz in die Stadt Winterberg im Hochsauerlandkreis eingegliedert. Es ist daher einer der wenigen evangelisch geprägten Orte im Hochsauerlandkreis.
Schon vor der ersten Jahrtausendwende prallten hier die Volksstämme der Sachsen und Franken in heftigen Kämpfen zusammen und führten blutige Kriege. Jahrhunderte vor der Besiedlung war dieses Grenzgebiet bereits Zankapfel zwischen den Grafen der Freigrafschaft Wittgenstein-Berleburg und den Herrschern des Herzogtums Westfalen, dem Erzbischof von Köln.
Der Wild- und Forstbann führte Ende des 16. Jahrhunderts zum „Winterberger Streit“. Regelmäßig wurden die wittgenstein’schen Zollstöcke und Schlagbäume von den Winterbergern zerschlagen. Durch einen politischen Schachzug ließ der damalige Graf Casimir zu Sayn-Wittgenstein in Berleburg ab dem Jahr 1713 „den hohen Norden“ mit den Ortschaften Neuastenberg, Langewiese, Hoheleye und Mollseifen besiedeln.
Der Name Langewiese ist entstanden aus einer Flurbezeichnung für eine im Wald gelegene, schmale und lange Lichtung, die mit Gras bewachsen war (lange Wiese). Durch diese Wittgenstein’schen Neuansiedlungen gewann der Streit an Bedeutung. Abschließende Verhandlungen führten 1783 zur Beilegung des Winterberger Streits. Ursprünglich spricht man den ganzen Nordzipfel des Rothaargebirges als westfälisch an. Hier haben wir aber den einzigen Fall, in dem die Wasserscheide (Lenne und Odeborn) sekundär und erst in jüngerer Zeit grenzbildend gewirkt hat. Auch die mittel- und niederdeutsche Sprachgrenze (hier ein Isoglossenbündel aus Uerdinger, Benrather und dat-das-Linie) zeigt den Grenzverlauf. Die konfessionelle Spaltung in eine katholische und evangelische Hälfte, welche sich mit der mundartlichen Unterscheidung deckt, gibt eine weitere Stütze für die unterschiedliche Herkunft der Ansiedler. So wehrten sich Katholiken im Jahre 1756 nachdrücklich gegen die Einschreibung ihrer Kinder beim protestantischen Lehrer. Bis nach dem Zweiten Weltkrieg gab es im vergleichsweise kleinen Ort Langewiese stets eine evangelische und eine katholische Schule.
Der Überlieferung nach wurde die Siedlung durch einen zwischen Winterberg und Bad Berleburg pendelnden Schmied gegründet. Belegt ist die Gründung Anfang des 18. Jahrhunderts durch die Wittgensteiner Grafen, welche Wittgensteiner und Sauerländer Bauern und Handwerker hier ansiedelten.
Ein bekannter Ort in Langewiese ist das sogenannte „Bierloch“: Hier rollte Erzählungen nach ein Bierfass der napoleonischen Truppen von einer Pferdekarre ins Tal, das später von einem Hirten unversehrt aufgefunden wurde.
Im März 1945 wurde eine Nachrichteneinheit der Wehrmacht von alliierten Jagdbombern angegriffen. Bei den Bombenabwürfen gingen die Schule, in welcher die Nachrichteneinheit lag, und zwei weitere Gebäude in Flammen auf.

## Tourismus
Langewiese gilt durch seine wintersportfreundliche Lage, lange Pisten für Skilanglauf und Alpin-Ski sowie die Biathlonstation des Sportclubs Neuastenberg-Langewiese als attraktiv. Hinzu kommen die traditionellen Feste, z. B. das Schützenfest am letzten Julisonntagswochenende, das Osterfeuer „Auf der Höhe“ und das Oktoberfest.
Das Sauerländer Reizklima und die landschaftlichen Panoramen lassen auch im Sommer Kurgäste und Touristen in dem staatlich anerkannten Erholungsort einkehren. Langewiese liegt auf der Route des Rothaarsteigs.

## Söhne und Töchter der Gemeinde
- Fritz Vitt (1885–1958), Pädagoge und Heimatforscher
- Gerhard Winkler (* 1951), ehemaliger deutscher Biathlet